# Pellizzano
Pellizzano é uma comuna italiana da região do Trentino-Alto Ádige, província de Trento, com cerca de 795 habitantes. Estende-se por uma área de 39 km², tendo uma densidade populacional de 20 hab/km². Faz divisa com Rabbi, Peio, Peio, Mezzana, Vermiglio, Ossana e Pinzolo.